# Driss Jettou
Driss Jettou (tiếng Ả Rập: إدريس جطو) (ngày 24 tháng 5 năm 1945) là Thủ tướng của Ma-rốc từ năm 2002 đến năm 2007.

## Tiểu sử
Jettou sinh ra tại thị trấn El Jadida vào ngày 24 tháng 5 năm 1945. Sau khi học trung học tại trường đại học El Khawarizmi ở Casablanca, ông đã nhận được một Baccalauréat kỹ thuật về toán học vào năm 1964. Sau đó ông gia nhập Khoa Khoa học của Đại học Rabat, nơi ông tốt nghiệp vật lý và hóa học năm 1966. Ông cũng nhận được một văn bằng điều chỉnh và quản lý Công ty của Cordwainers Colleges of London vào năm 1968.

## Sự nghiệp
Từ năm 1968 đến năm 1993, Jettou chiếm nhiều vị trí quản lý của một số công ty Morocco. Sau đó, ông chủ trì Liên đoàn Maroc các ngành công nghiệp da (FEDIC) và là thành viên của Tổng Liên đoàn các Công ty ở Maroc (CGEM) và sau đó trở thành phó chủ tịch Hiệp hội Xuất khẩu Maroc (ASMEX).
Jettou bắt đầu sự nghiệp chính trị vào năm 1993 khi vua Hassan II bổ nhiệm ông làm Bộ trưởng Bộ Thương mại và Công nghiệp và nhiệm kỳ của ông kéo dài từ năm 1997 đến năm 1998. Sau đó, ông từng làm Bộ trưởng Bộ Nội vụ từ năm 2001 trong nội các Abderrahmane Youssoufi cho đến khi ông được vua Mohammed VI bổ nhiệm làm thủ tướng vào ngày 6 tháng 10 năm 2002. Việc bổ nhiệm ông gây nhiều tranh cãi vì ông không phải là thành viên của bất kỳ đảng nào, mặc dù ông điều hành với một liên minh có đa số nghị viện. Liên minh các lực lượng vì sự tiến bộ và Đảng Istiqlal là các đảng chính của liên minh này. Vào cuối năm 2004, ông đã thành công dẫn Maroc trở thành một hiệp định thương mại tự do lịch sử với Hoa Kỳ.
Sau cuộc bầu cử quốc hội tháng 9 năm 2007, Mohammed VI đã chỉ định nhà lãnh đạo Istiqlal Abbas El Fassi làm người kế nhiệm Jettou làm Thủ tướng vào ngày 19 tháng 9 năm 2007.
Jettou được bổ nhiệm làm Chủ tịch của Cơ quan Kiểm toán Triều đình vào ngày 9 tháng 8 năm 2012, một động thái được hiểu theo nghĩa là vua Mohammed sẽ nắm quyền kiểm soát các trường hợp tham nhũng.